# 新疆鹤虱
新疆鹤虱（学名：Lappula xinjiangensis），紫草科鹤虱属的植物，中国特有，分佈在新疆等地，生长于海拔400米的地区，常生于河岸沙地，目前尚未由人工引种栽培。

## 异名
- Lappula xinjiangensis Ch. Y. Yang ex C. J. Wang